# Gestroomlijnd transliteratiesysteem
Het Gestroomlijnde transliteratiesysteem voor Cyrillisch alfabet van het Bulgaars (Bulgaars: Обтекаема система, Engels: Streamlined System) werd in 1995 geschapen door Lyubomir Ivanov in het Instituut van Wiskunde en Informatica van de Bulgaarse Academie van Wetenschappen. Het systeem werd goedgekeurd door de overheid, in 2000 en 2006, en werd de basis van de Bulgaarse Wet van Transliteratie in 2009:
| А A | Б B | В V  | Г G  | Д D  | Е E   | Ж ZH | З Z | И I  | Й Y  |
| К K | Л L | М M  | Н N  | О O  | П P   | Р R  | С S | Т T  | У U  |
| Ф F | Х H | Ц TS | Ч CH | Ш SH | Щ SHT | Ъ A  | Ь Y | Ю YU | Я YA |

Dit systeem werd ook in 2012 aangenomen door de VN en, voor officiële Amerikaanse en Britse gebruiken, door BGN en PCGN in 2013.
Het Gestroomlijnde systeem is gelijk aan het oude Systeem van BGN/PCGN van 1952 voor romanisatie van Bulgaars, dat in de Verenigde Staten en het Verenigd Koninkrijk officieel was tot 2013. Nochtans zet het tweede systeem de Cyrillische letters Х, Ь en Ъ  als KH, ’ (weglatingsteken) en Ŭ om, terwijl het eerste systeem H, Y en A  voor dat doel gebruikt.
Ivanov stelt voor om zijn aanpak ook gebruiken om transliteratie voor andere Cyrillische alfabetten, met name de Russische alfabet.

## Illustratie
Voorbeeld (Artikel 1 van de Universele verklaring van de rechten van de mens):
| Всички хора се раждат свободни и равни по достойнство и права. Те са надарени с разум и съвест и следва да се отнасят помежду си в дух на братство. |  | Vsichki hora se razhdat svobodni i ravni po dostoynstvo i prava. Te sa nadareni s razum i savest i sledva da se otnasyat pomezhdu si v duh na bratstvo. |

## Omkeerbaarheid
L. Ivanov, D. Skordev en D. Dobrev deden een suggestie voor een omkeerbare systeemvariant die in die speciale gevallen wordt gebruikt, wanneer de nauwkeurige reconstructie van Bulgaarse woorden vanuit hun Latijnse vormen gewenst is, met Cyrillische letters en lettercombinaties  Ъ, Ь, ЗХ, ЙА, ЙУ, СХ, ТС, ТШ, ТЩ, ШТ, ШЦ die respectievelijk als `A, `Y, Z|H, Y|A, Y|U, S|H, T|S, T|SH, T|SHT, SH|T, SH|TS worden voorgesteld.